# Moskovski (krai de l'Altai)
|  | Per a altres significats, vegeu «Moskovski». |

Moskovski (en rus: Московский) és una localitat rural (possiólok) del krai de l'Altai, a Rússia, que el 2013 tenia 37 habitants.